# Stureby
Stureby est un quartier résidentiel du district de Enskede-Årsta-Vantör situé au sud de Stockholm en Suède.

## Géographie
Stureby est situé est à 6 kilomètres de la place Gustav Adolf et à environ trois kilomètres de Skanstull. Le quartier, d'une superficie de 205 hectares, et bordé par Örby, Örby slott, Östberga, Årstafältet, Gamla Enskede, Svedmyra, Gubbängen et Bandhagen.

## Histoire
Le territoire où se trouve Stureby appartenait auparavant à Örby Säteri ainsi qu'à Ersta gård et Östberga gård. La première ferme se trouvait au nord du quartier résidentiel actuel d'Östbergahöjden. 
À ces fermes appartenaient huit autres fermes situées dans ce qui est aujourd'hui Stureby ; Bjule, Skotorp, Långåker, Ektorp et Bäcken qui figurent sur une carte de 1689, Bandhagstorpet et Gökdalen apparaissent sur une carte du milieu du XVIIIe siècle et sur une carte de 1846, Tussmötetorpet est visible.
Toutes ces fermes sont aujourd'hui démolies. 
Le Tussmötetorpet a été démoli en 1937 pour faire place au cinéma Corso, qui a ouvert ses portes l'année suivante, initialement sous le nom de Tusse-bio.

## Bâtiments
Les bâtiments de Stureby se composent aujourd'hui de villas, de maisons mitoyennes et de d'immeubles résidenties. 
Les villas datent des années 1910 à aujourd’hui avec une majorité des années 1920-1960. 
Les immeubles résidentiels ont été majoritairement construits à la fin des années 1940 et au début des années 1950, et plusieurs ont aujourd'hui été transformés en copropriétés. 
Les maisons de ville ont vu le jour dans les années 1960 et quelques maisons mitoyennes ont été nouvellement construites dans les années 2010.
Une densification avec des immeubles résidentiels supplémentaires a été réalisée à plusieurs endroits, principalement dans les années 2010. Selon les statistiques de 2018, Stureby comprend 1 372 immeubles locatifs sous diverses formes, 1 551 copropriétés (dont 1 444 appartements/maisons de ville) et 975 villas.
Au début des années 1950, d'autres immeubles résidentiels ont été ajoutés, en particulier les ilots urbains Farfarstäppan et Spikbrädan le long de Bastuhagsvägen et conçus par l'architecte Curt Strehlenert pour HSB et Familjebostäder. Les immeubles résidentiels et les maisons de ville autour de l'école Stureby sont tous classés verts par le musée de la ville et sont considérés comme ayant une grande valeur culturelle et historique.

### Galerie

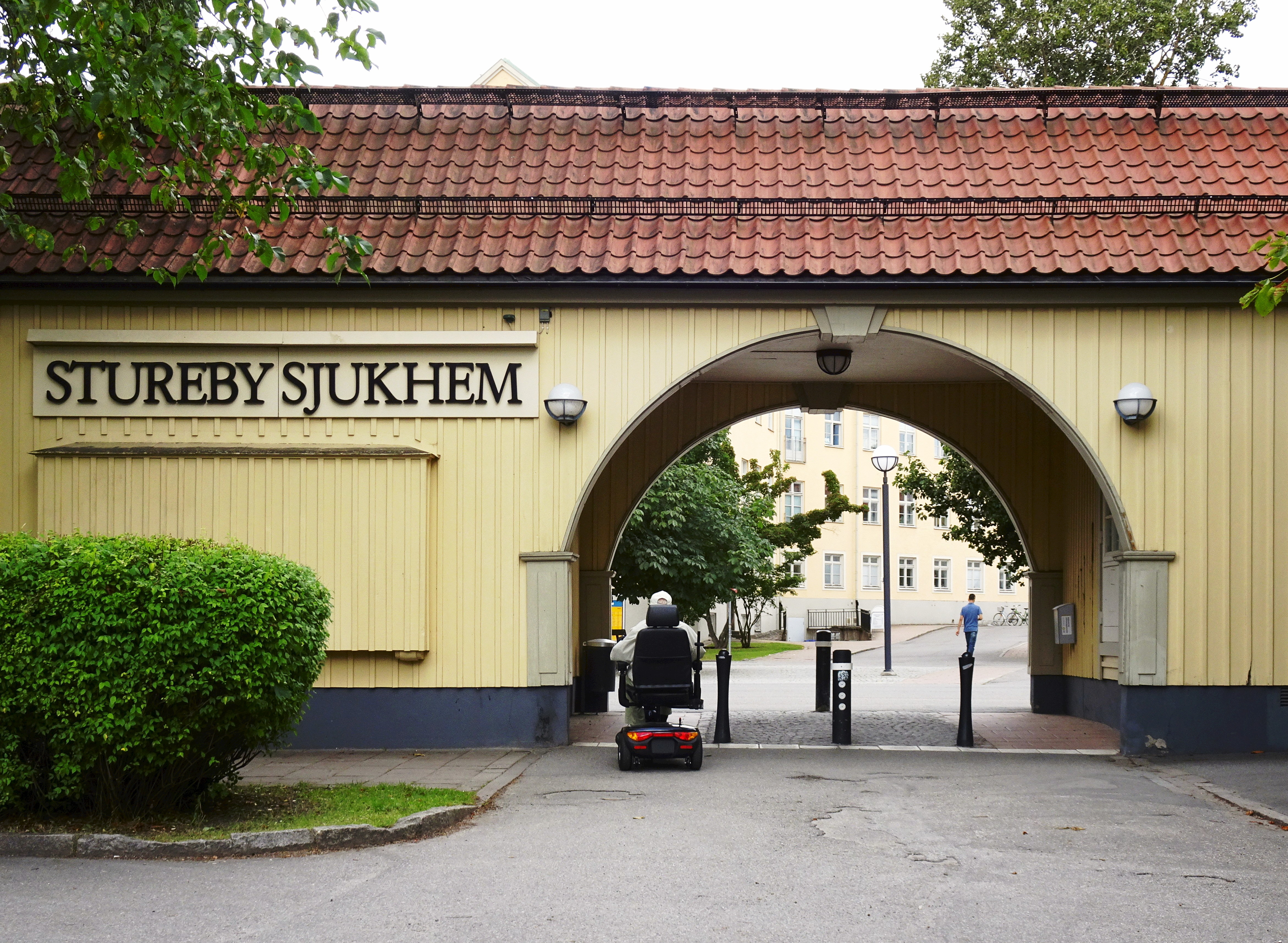
Stureby sjukhem.
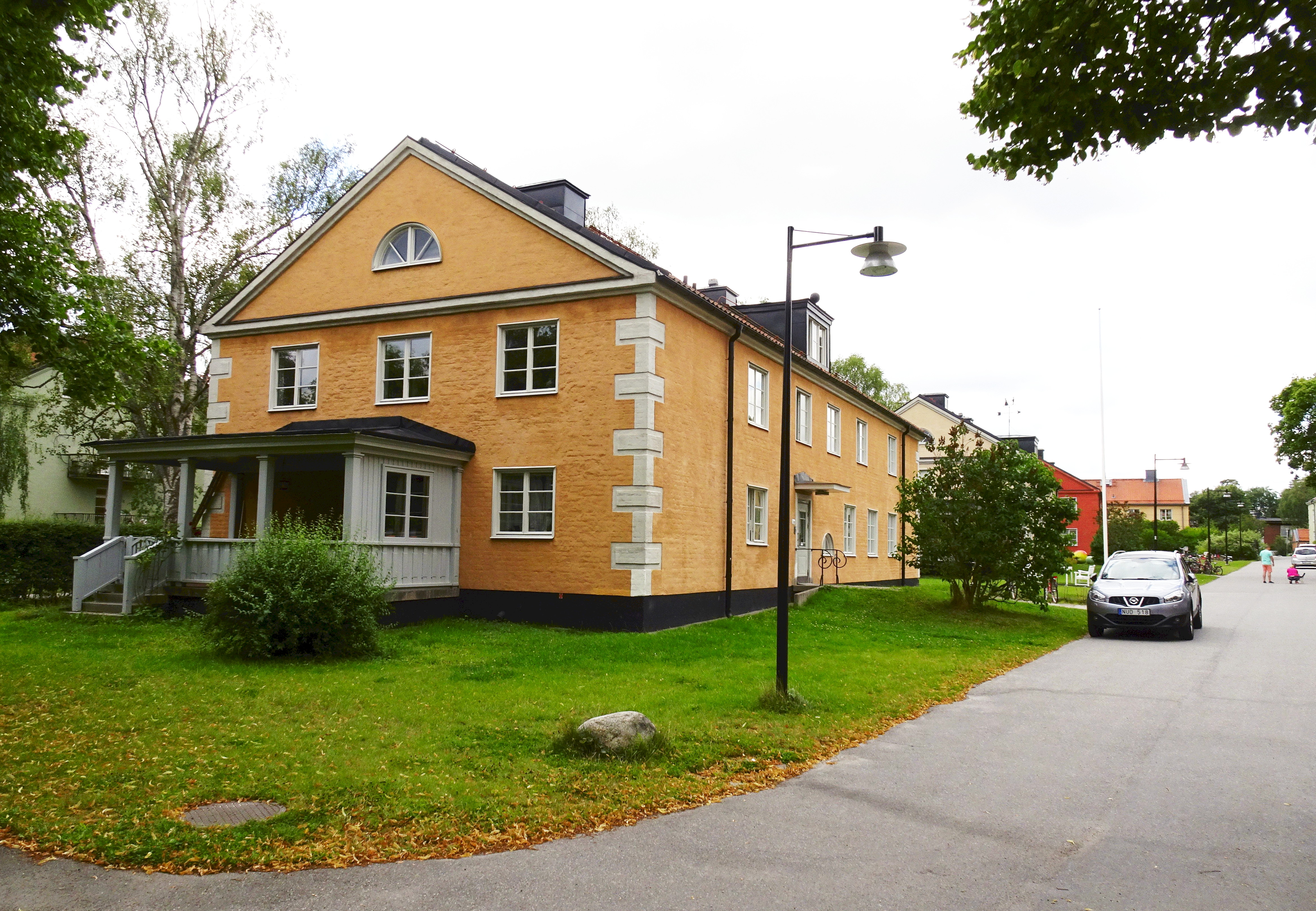
Gammelbyn, 2016.
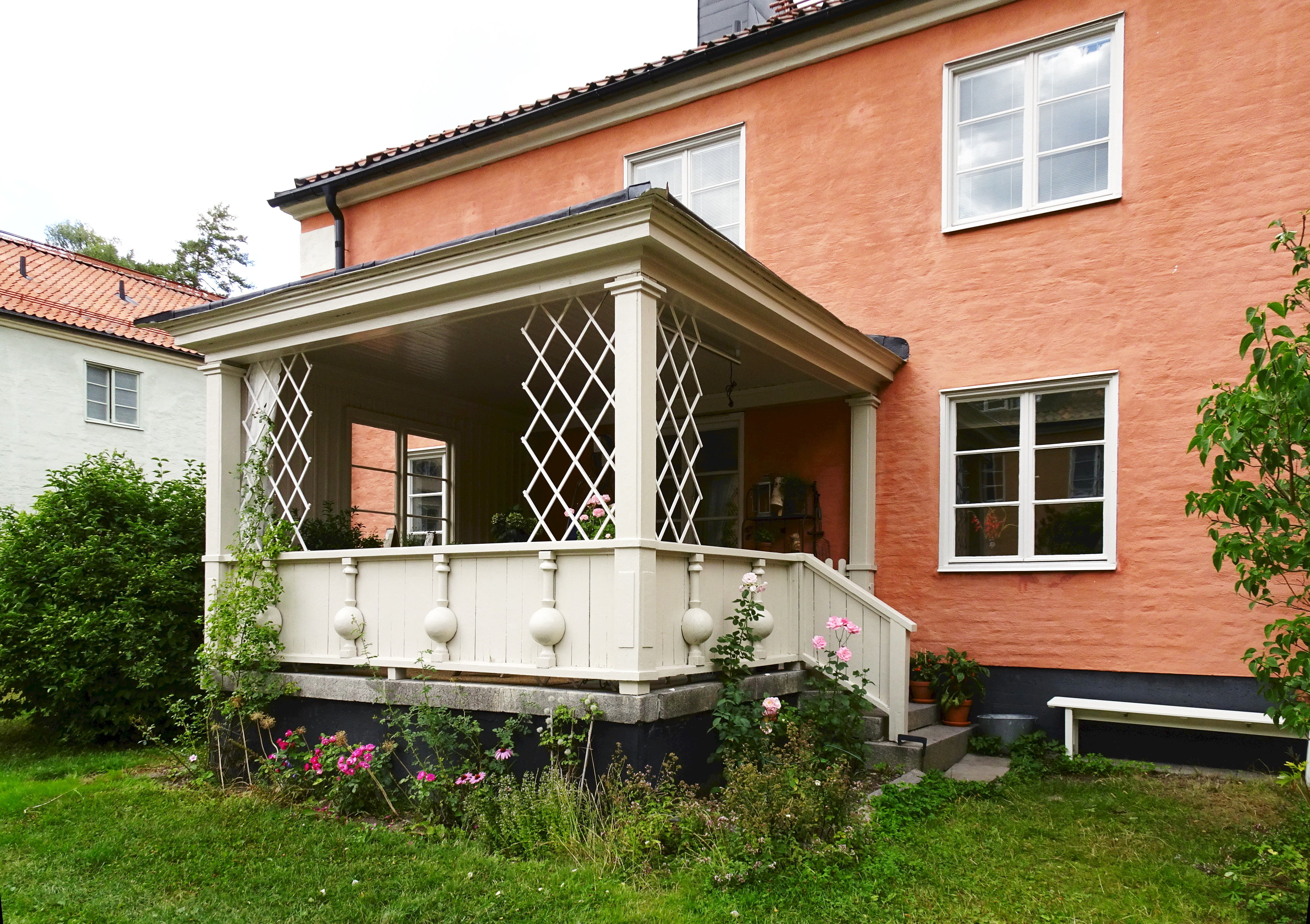
Gammelbyn, 2016.
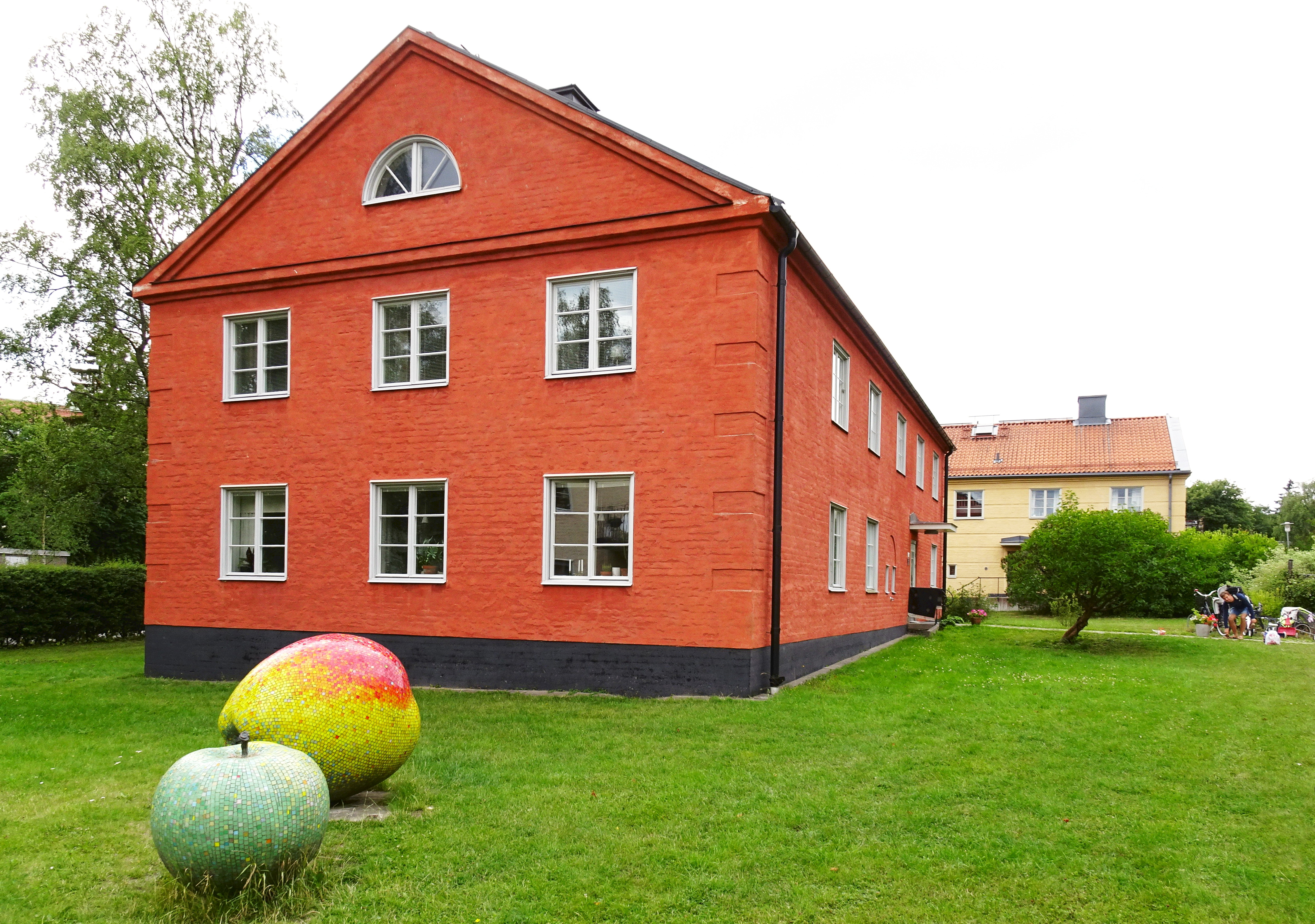
Mosaikäpplen de Ann-Charlott Fornhed.
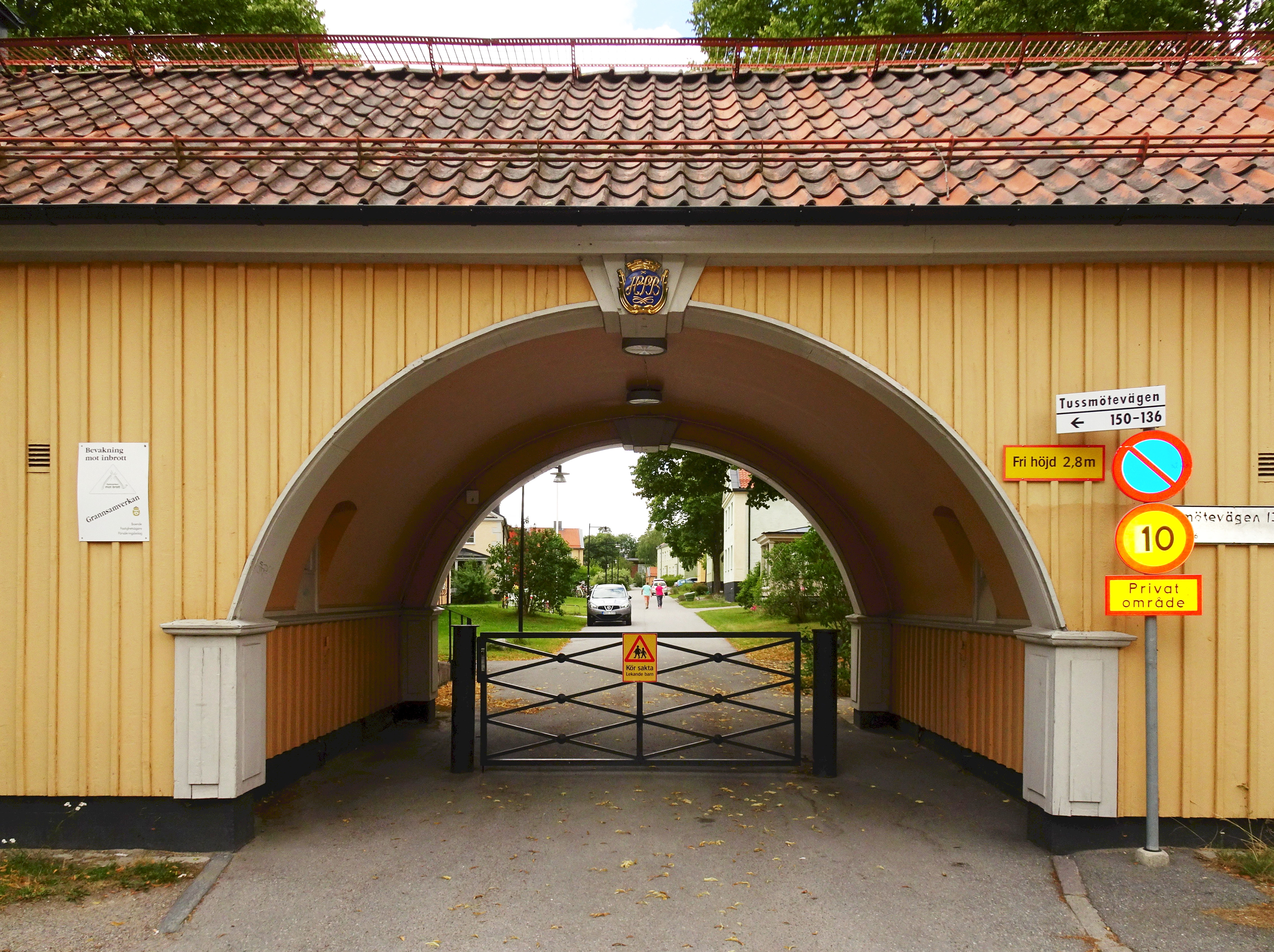
Gammelbyn, portalbyggnad, 2016.